# Jacques Monestier (haut fonctionnaire)
Pour les articles homonymes, voir Jacques Monestier.
Jacques Monestier, né le 10 octobre 1927 à Castres et mort le 7 novembre 2008, est un haut fonctionnaire français, préfet successivement dans les Ardennes (premier préfet issu de l'ENA dans ce département, le premier d'une longue série), dans l'Ouest de la France puis dans la région Rhône-Alpes. En 1987, à la suite d'un incendie d’un silo de nitrate d’ammoniaque, dans le port de Nantes-Saint-Nazaire, il a été amené à gérer un plan Orsec, qui a fait la Une des journaux nationaux et régionaux, et l'ouverture des Journaux télévisés, avec évacuation de sept communes entre Nantes et Saint-Nazaire, opération effectuée dans le calme et à titre de précaution. Comme préfet de la région Rhône-Alpes en 1990, il a été confronté à des violences urbaines qui ont fait également la Une des journaux et ont marqué l'opinion publique. Il a été enfin un interlocuteur privilégié du gouvernement pour la Fondation Abbé-Pierre.

## Début dans la préfectorale
Licencié es lettres, diplômé de l’institut d'études politiques de Bordeaux, il est également ancien auditeur du centre des hautes études de l'Armement et ancien élève de l'École nationale d'administration, promotion Guy Desbos (1954-1956).
Il devient administrateur civil à sa sortie de l'ENA en 1956.
Il commence une carrière dans la préfectorale comme chef de cabinet du préfet des Côtes-du-Nord (1957) ;  puis sous-préfet de Saint-Claude en 1959 ; sous-préfet, chef de cabinet du préfet de la Vienne en 1961 ; sous-préfet, chargé de mission pour les affaires économiques auprès du préfet de la Vienne en 1964 ; sous-préfet d’Argenteuil en 1966 ; sous-préfet de Nogent-sur-Marne en 1970 ; et enfin secrétaire général de la préfecture de Seine-Maritime en 1973.

## Préfet en Ardennes
En 1976, il est nommé préfet des Ardennes, jusqu'en 1979, où il succède à Henri Baudequin. Hubert Collin, à l'époque directeur des archives départementales des Ardennes, organisme alors placé sous la tutelle du préfet, évoque Jacques Monestier bien des années plus tard : « Un jour de l'année 1978, l'année de mon départ, le préfet est venu, une fin d'après-midi, avec le chef de la division des finances et avec l'architecte départemental. Il était venu en voiture et je m'étais dit : « c'est curieux, il y a vingt-cinq mètres à peine, et ils ont pris une voiture. Il doit avoir une idée derrière la tête. » Et bien l'idée, il me l'a mise dans l'oreille mais un peu plus tard [...] le préfet m'a pris à part et m'a dit : « Monsieur Collin, j'ai une faveur à vous demander : il y a un livre rare que j'aimerais bien vous emprunter ». Moi, très inquiet, je me demandais ce qui pouvait bien intéresser  le bon préfet Monestier, dont je connaissais les lectures sévères. Il me disait qu'il lisait le père Malebranche, Spinoza, les philosophes du XVIIe siècle. Que pouvait-il me demander ? Alors, m'ayant attiré à part, il m'a dit : « écoutez, il vient de paraître chez Armand Colin une réédition de la collection de l'abbé Bremond, l'histoire littéraire du sentiment religieux en France depuis la fin des guerres de religion ». Effectivement, c'était une réédition que tout le monde connaît et l'œuvre majeure de l'abbé Bremond comportait treize volumes in-quarto. Effectivement, je le savais bien, puisque je l'avais achetée pour les Archives. À l'époque, on avait un budget qui permettait de faire face à certaines dépenses. Et le préfet est reparti absolument enchanté avec les treize volumes dans le coffre de la voiture en se disant qu'il allait passer un week-end absolument délicieux ! Voilà quel était le centre d'intérêt majeur du préfet Monestier. J'ai vu cela avec un certain amusement en me disant qu'il n'avait pas des lectures de préfet. D'habitude, les préfets lisent des romans policiers, de la littérature d'évasion comme on dit, tandis que l'abbé Bremond c'est de la lecture de concentration. ». 
Si Jacques Monestier se change les idées le week-end en lisant l'abbé Bremond, sa tâche en tant que préfet n'est pas des plus aisées. Le département des Ardennes sort des trente Glorieuses, une période euphorique, et aborde les années 1970 marquées par les premier et second choc pétrolier, avec une activité industrielle qui subit désormais une concurrence internationale. Les infrastructures de transport inadaptées pénalisent les échanges entre ce territoire et des zones économiques plus dynamiques, pourtant proches, en Île-de-France, en Belgique, ou en Allemagne. La population du département décroît. Le chômage augmente, ainsi que l'inquiétude de la population ouvrière et des élus.
Le 7 mai 1979,  il annonce  devant les parlementaires, les conseillers généraux, les élus locaux concernés et les représentants des compagnies consulaires du département qu'une seconde centrale électronucléaire sera construite dans les Ardennes, toujours à Chooz où une centrale nucléaire existe depuis 1962 (le projet Chooz B se concrétisera 17 ans plus tard).

## Préfet en Bretagne, Pays-de-Loire et Poitou-Charentes
En 1979, il devient préfet du Morbihan, où il succède de nouveau à Henri Baudequin. Il inaugure notamment les nouvelles installations portuaires de Lorient le 6 juin 1980 en présence du ministre Christian Bonnet.
En 1981, l'arrivée de la gauche au pouvoir se traduit par un mouvement préfectoral d'ampleur. Sans qu'il y ait une vague conséquente de départs, des mutations sont effectuées entre les départements. Comme en témoignera Jean-Claude Colliard, « Les préfets eux-mêmes ont fait savoir qu’ils étaient prêts à servir le nouveau pouvoir mais qu’il était impératif de les changer de départements car ils ne pouvaient pas expliquer, le lendemain, la politique contraire à celle qu’ils défendaient la veille. De fait, a été opéré un vaste mouvement préfectoral dans un esprit de consensus. Très rares furent les préfets qui refusèrent de servir. ». Jacques Monestier fait partie de ces préfets restant sans état d'âme au service de l'État, mais changeant de territoire. Il prend les fonctions de  préfet de Charente-Maritime. Puis en 1984, il revient à Poitiers, qu'il a connu comme sous-préfet pour prendre les fonctions de  commissaire de la République de la Région Poitou-Charentes et  de la Vienne.
Pendant la première cohabitation, entre François Mitterrand et Jacques Chirac, il est nommé préfet de la région Pays de la Loire et préfet de la Loire-Atlantique en novembre 1986. Il reste dans cette fonction jusqu'en août 1989. Dans ce cadre, le 29 octobre 1987, il est notamment confronté à un incendie d’un silo de nitrate d’ammoniaque dans le port de Nantes-Saint-Nazaire, avec émission de vapeurs toxiques,  création d’un nuage contenant notamment du chlore, de l’ammoniaque et des oxydes d’azote. Le plan Orsec est déclaré. Le préfet Monestier joue la sécurité et la protection des populations. Sept communes, Saint-Herblain, Indre, Couëron, Bouguenais, La Montagne, Le Pellerin et Saint-Jean-de-Boiseau, soit plus de cent mille personnes, sont évacuées pendant quelques heures, à titre de précaution, entre Nantes et Saint-Nazaire. Même si les conditions météorologiques facilitent l'éloignement et la dispersion du nuage toxique dans l'atmosphère, des traces de pollution sont constatées dans la Loire.  Jacques Monestier intervient en direct dans le journal télévisé de 20 heures d’Antenne 2, avec Jean-Marc Ayrault, alors jeune député socialiste de Loire-Atlantique et maire de Saint-Herblain, une des principales communes évacuées.

## Préfet en Rhône-Alpes
En août 1989, quittant l'Ouest de la France pour le Sud-Est, Jacques Monestier devient préfet du Rhône et préfet de la région Rhône-Alpes, une région particulièrement importante de l’État français, en termes économiques, démographiques et de superficie. En 1990, il est notamment confronté à l'émergence de violences dans l'est lyonnais, les « événements de Vaulx-en-Velin ». Le 6 octobre 1990, une moto se renverse au niveau d’un barrage de police qui veut la stopper. Le conducteur, non muni de casque, meurt. Ce drame déclenche la colère des jeunes de Vaulx-en-Velin, des émeutes et des incendies de véhicules. Pendant 24 heures, les affrontements avec la police, les incendies et les pillages se succèdent. L'impact médiatique est beaucoup plus fort que lors des émeutes des Minguettes en 1981 et 1983. Dans la semaine qui suit, les émeutes font trois fois la « Une » du Monde, trois fois celle de Libération,et  quatre fois celle du Figaro, par exemple. Le Nouvel Observateur, L’Express et Le Point relatent l’événement et en font leur couverture. L’article du Point du 15 octobre 1990 est intitulé : « Ces banlieues qui font peur à la France ». Ces actes surprennent la préfecture. Le préfet Monestier se croit un moment confronté à un mouvement organisé de « guérilla urbaine », là où il n'y a que des actions diffuses menées par des jeunes très désabusés, connaissant par contre bien mieux le terrain que les forces de l'ordre, et se jouant de ces forces de l'ordre.  
Après les émeutes de Vaulx-en-Velin, à la suite de l'effet de surprise constaté, la direction centrale des Renseignements Généraux (RG) créée une section spécialisée sur les « violences urbaines », avec l'objectif d'observer les modes de déclenchement et les scénarios. Une équipe des RG s'attelle à l'étude de ces violences. Ces travaux mettent en avant que les émeutes surviennent dans des zones déjà marquées par des actes d'incivilités ou de  violences, au jour le jour, avec une graduation des violences de plus en plus fortes. Et cette cellule des RG met au point une échelle d'évaluation pour anticiper le déclenchement de violences plus significatives.

## Parcours complémentaire
En 1991, il est fait préfet hors cadre et devient président de la société des Autoroutes du Sud de la France (ASF) et des autoroutes de la côte Basque (Acoba). Admis à la retraite du corps préfectoral le 11 octobre 1992, il devient  préfet Honoraire. De mars 1993 à août 1994, il dirige une mission de médiation sur une implantation de laboratoires de recherches souterrains destinés à préparer l'entreposage de déchets radioactifs. L'objectif est d'élaborer en concertation avec des collectivités locales des projets pour deux laboratoires souterrains d'environ 1,5 milliard de francs chacun. Ceci aboutira quelques années plus tard à l'implantation du laboratoire de Bure, exploité par l'Agence nationale pour la gestion des déchets radioactifs.
Durant sa carrière de préfet, il a été également un interlocuteur privilégié auprès de la Fondation Abbé-Pierre, avec le titre de représentant du ministère de l'Intérieur au sein du conseil d'administration de la fondation. Cette fondation lui a rendu hommage à l'annonce de sa mort.

## Décorations
- Officier de la Légion d'honneur
- Commandeur de l'ordre national du Mérite
- Officier de l'ordre des Palmes académiques
- Officier de l'ordre du Mérite agricole
- Officier de l'ordre des Arts et des Lettres

#### Sources écrites
Classement par année de parution.
- « Le préfet des Ardennes annonce qu'une seconde centrale sera construite à Chooz », le journal Le Monde,‎ 9 mai 1979.
- « Nuage toxique après un incendie : plus de cent mille personnes évacuées dans la région de Nantes », le journal Le Monde,‎ 30 octobre 1987.
- « Déchets radioactifs : mise en place de la mission de médiation », le journal Le Monde,‎ 18 mars 1993.
- Jean-Paul Dufour, « La médiation sur l'implantation de laboratoires souterrains Le stockage des déchets nucléaires ne fait plus peur », le journal Le Monde,‎ 2 novembre 1993.
- Frank Chignier-Riboulon, L'intégration des Franco-Maghrébins : l'exemple de l'est lyonnais, Paris/Montréal (Québec), Éditions L'Harmattan, 1999, 421 p. (ISBN 2-7384-7859-X, lire en ligne), p. 192-197
- Luc Rouban, « Les préfets de la République, 1870-1997 », Les cahiers du Civipof, no 26,‎ janvier 2000, p. 1-112 (lire en ligne).
- Hubert Collin, « La renaissance des archives. Intervention de M.Hubert Collin consacrée à Jacques Monestier », Revue historique ardennaise, vol. 37,‎ 2005, p. 42-44.
- Yanni Hureaux, « Ce jour-là... 29 juin 1978, un jeudi », le journal L'Union,‎ 29 juin 2008 (lire en ligne).

#### Sources sur le Web
- « Décret de nomination 9 août 1979 », sur site du Journal officiel de la République française, 9 août 1979 (consulté le 25 octobre 2012).
- Direction du cabinet et de la sécurité. Service de la communication interministérielle/EP, « Les préfets du Morbihan dans l'histoire », sur Préfecture du Morbihan (consulté le 25 octobre 2012).
- « Biographie Jacques Monestier », sur Who's Who in France (consulté le 25 octobre 2012).
- Raymond Étienne, « Notre Fondation est plongée dans la tristesse : Jacques Monestier est mort le 7 novembre. », sur le site de la Fondation Abbé-Pierre pour le logement des défavorisés, 7 novembre 2008 (consulté le 25 octobre 2012).

### Filmographie
- Rédaction Antenne 2, « Journal télévisé Antenne 2 du 29 octobre 1987 - Interview du préfet Monestier et de Jean-Marc Ayrault, maire de Saint-Herblain », sur Institut national de l'audiovisuel, 9 août 1979 (consulté le 25 octobre 2012).